# Westminsterska palača
Westminsterska palača, poznata i kao Parlament u Londonu ili jednostavno Westminster, mjesto je zasjedanja oba Doma Parlamenta Ujedinjenog Kraljevstva, Gornji dom ili Dom lordova (House of Lords) i Donji dom ili Dom Pučana (House of Commons). Smješten je na sjevernoj obali rijeke Temze u središtu londonske oblasti City of Westminster, u blizini Westminsterske opatije i vladinih zgrada, Whitehall i Downing Street. Ime duguje biskupskoj Staroj palači, srednjovjekovnom kompleksu koji je uništen 1834. godine i zamijenjen ovom novom građevinom, ali zadržavši izvorni stil i status kraljevske ceremonijalne rezidencije.  Nova palača se rasprostire na više od 8 hekatara koji su većinom uzeti od rijeke Temze iznad koje se nalazi glavna fasada od 265,8 metara duljine. 
Palača je središte političkog života ujedinjenog Kraljevstva, a pojam "Westminster" je postao metonimija za Parlament UK te je cijeli sustav upravljanja UK prozvan Westminsterskim sustavom.
Njen sat-toranj, po svom zvonu prozvan Big Ben, je postao znamenom Londona, cijelog Ujedinjenog Kraljevstva, i parlamentarne demokracije općenito, te je jedno od najpopularnijih turističkih atrakcija u gradu.
Westminsterska palače je proglašena Nacionalnim spomenikom I. klase 1970. godine, a upisana je na UNESCO-ov popis mjesta svjetske baštine u Europi 1987. godine.

## Povijest
Prva kraljevska palača na ovoj lokaciji je izgrađena u 11. st. u kojoj su stolovali engleski kraljevi sve do 1512. godine. kada je uništena u požaru. Nakon toga služila je kao zgrada parlamenta u Westminsterskoj dvorani, koji se tu sastojao još od 13. st., ali i kao sjedište Kraljevskog suda pravde, u prostorijama oko Dvorane.
Godine 1834., još strašniji požar je uništio palaču, te je jedino preživjela Westminsterska dvorana, klaustar, Kapela sv. Stjepana, Kapela sv. Marije Undercroft i Toranj dragulja (Jewel Tower). Natječaj za obnovu Parlamenta osvojio je arhitekt Charles Barry koji ju je zamislio u originalnom engleskom gotičkom stilu strme gotike (perpendicular style). Ostaci Stare palače. osim odvojenog Tornja dragulja, su ukomponirani u novi kompleks koji ima preko 1,100 prostorija simetrično raspoređenih oko dvije serije zatvorenih dvorišta.Burryju je pomagao arhitekt Augustus W. N. Pugin, vodeći autoritet za gotičku arhitekturu, koji je uradio planove za dekoraciju i namještanje palače. Izgradnja je započela 1840. i trajala je trideset godina, pretrpjela je velika odgađanja i prekoračenja proračuna, ali i smrt oba glavna arhitekta. 
Uređenje interijera je potrajalo duboko u 20. st., kada je već otpočela obnova oštećene palače, većinom zbog utjecaja londonskog zagađenog zraka. Dvorana Doma Pučana je obnovljena 1941. nakon što je bila srušena u njemačkom bombardiranju.
Zbog nedostatka radnog prostora, Parlament je otkupio obližnju zgradu Norman Shaw 1975. godine, ali je opet bio primoran izgraditi novu Kuću Portcullis 2000. kako bi svaki zastupnik imao svoj osobni ured.

## Odlike

### Eksterijer
U Historicističkoj obnovi gotike na Westminsterskoj palači, Sir Charlesu Barryju, inače klasicističkom arhitektu, pomogao je stručnjak za gotičke dekoracije, Augustus Pugin. Za fasadu je korišten kamen koji je izvorno korišten za dijelove koji su preživjeli požar, vapnenac boje pijeska iz Anstona. No kamen je vrlo brzo počeo propadati zbog zagađenog londonskog zraka, ali se obnovi prišlo tek 1910. godine, a zbog Drugog svjetskog rata dovršena je tek 1950-ih. Konzervacija kamena i program obnove je zbog identičnih oštećenja ponovno pokrenut već 1981., a dovršen je 1994. U tijeku je restauracija unutarnjih dvorišta koja će potrajati do 2011. godine.
Najviši toranj palače je Viktorijin toranj (98,5 m) koji je zamišljen kao spomenik tadašnjem vladaru Vilimu IV. te je isprva bio znan kao Kraljev toranj. Toranj je više puta nadograđivan i 1858. godine; kada je dovršen, bio je najviša svjetovna građevina na svijetu. U svojoj bazi ima 15,2 metra visok portal, tzv. "Vladarov ulaz", bogato ukrašen skulpturama, a ostatak tornja je parlamentarni arhiv na 12 katova. Na vrhu se nalazi čelični piramidalni vrh s 22,3 m visokim stijegom Ujedinjenog Kraljevstva kada zastupa parlament, ili kraljevskim stijegom kada je vladar u parlamentu.
Najslavniji toranj je 96,3 m visok sat-toranj, po najvećem od svoja četiri zvona (13,8 t) prozvan Big Ben. U njemu se nalazi Veliki Westminsterski sat koji ima kazaljke na sve četiri strane promjera 7 m, iz 1859. godine, a začuđujuće je točan za vrijeme svog nastanka, te zbog toga još uvijek u uporabi. Na vrhu tornja nalazi se Ayrtonovo svjetlo, lanterna koja svijetli kada zastupa parlament, a zahtijevala ju je kraljica Viktorija kako bi mogla vidjeti iz Buckinghamske palače da li njeni zastupnici "rade".
Oktogonalni središnji toranj (91,4 m) nalazi se izned središnjeg predvorja, a trebao je služiti kao kolektorski dimnjak koji bi skupljao dim iz svih 400 dimnjaka palače. Arhitekt Pugin ga je iskoristio kako bi na njemu iskazao svu ljepotu i dekorativnost gotike. Tako je i brojnim lanternama i tornjićima zamaskirao ventilacijske otvore na palači.
Od vrtova koji okružuju palaču, samo je Viktorijin gradski vrt, uz južnu fasadu, otvoren za javnost, dok College Green služi za televizijske intervjue političara.
- Viktorijin toranj
- Središnji ulazni toranj-portal sv. Stjepana
- Središnji toranj
- Cromwellov park s kontroverznom skulpturom Olivera Cromwella (1899.)

### Interijer
U palači se nalazi preko 1,100 soba, 100 stubišta i 4,8 km hodnika na četiri kata. U prizemlju su uredi, blagovaonice i barovi; na prvom katu su parlamentarne prostorije (sobe za rasprave, hodnici i knjižnice), a na ostala dva su zbornice i uredi.
Palača ima više ulaza za različite uporabe zgrade. Vladarev ulaz u dnu Viktorijina tornja je polazna točka kraljevskih prostorija (kraljevsko stubište, normanski trijem, garderoba, galerija i kraljevićeva soba) koje završavaju Dvoranom lordova u kojoj se održavaju ceremonije. 
Zastupnici Doma lordova koriste Zastupnički ulaz iz Starog dvorišta, a ostali zastupnici na raspolaganju imaju Ulaz za članove na jugu istog dvorišta. Portal sv. Stjepana na sredini zapadne fasade služi za ulaz svima ostalima. Odavde posjetitelji mogu prošetati serijom prolaza i stuba do Oktogonalnog središnjeg predvorja, srca palače. Ona s obje strane ima simetrične prolaze ukrašene freskama koji vode do anti-soba i soba za rasprave. Od njih vodi freskama oslikani istočni prolaz do Donje čekaonice i stuba do prvog kata gdje zid prema rijeci zauzima 16 zbornica. Ispod njih su knjižnice oba doma koje imaju prekrasan pogled na Temzu.
Westminsterska dvorana iz 1097. godine je najstariji dio palače, a u svoje vrijeme je stotinu godina bila najveća prostorija u Europi. Fantastični drveni krov s potpornim konzolnim sustavom polulukova dao je postaviti Richard II., kralj Engleske, u 14. st.  Krov joj je promjera 20,7x73,2 metara i tijekom povijesti služila je u razne svrhe. Primarna funkcija joj je bila pravosudne i u njoj su bila smještena tri suda (Dvorska sudska klupa, Pučki sud i Kancelarski sud). Godine 1875., ovi sudovi su spojeni u Vrhovni sud pravde koji se ovdje sastajao sve do 1882. kada ga je zamijenio Kraljevski sud pravde (Royal Courts of Justice).
Dvorana je služila i za ceremonije, te su od 12. st. do 1821. godine u njoj održavani krunidbeni banketi, a održavani su i kraljevski pogrebi.
- Dom lordova (House of Lords) 1851.
- Prijestolje u Domu lordova
- Dom pučana (House of Commons) 1851. godine
- Westminsterska dvorana s južne strane

## Vanjske poveznice
- Službena stranica
- Vodič kroz Domove Parlamenta u Londonu
- Panoramska slika parlamentarnog trga (Java)